# هانا هوراكوفا
هانا هوراكوفا (بالتشيكية: Hana Horáková)‏ مواليد 11 سبتمبر 1979 في برونتال، التشيك، هي لاعبة كرة سلة تشيكية. بدأت مسيرتها الاحترافية في سنة 1996. يبلغ طولها 6 قدم 0 بوصة (1.8 م). مثلت منتخب بلادها. شاركت في دورة الألعاب الأولمبية الصيفية سنة 2004. حققت المركز الثاني في كأس العالم لكرة السلة 2010.

## سجل المنافسة
شاركت في المنافسات التالية:
- الألعاب الأولمبية الصيفية 2004
- الألعاب الأولمبية الصيفية 2008
- الألعاب الأولمبية الصيفية 2012

## روابط خارجية
- هانا هوراكوفا على موقع الاتحاد الدولي لكرة السلة (الإنجليزية)
- هانا هوراكوفا على موقع كرة السلة الأوروبية.كوم (الإنجليزية)
- هانا هوراكوفا على موقع بروبوليرز (الإنجليزية)
- هانا هوراكوفا على موقع سبورتس رفرنس (الإنجليزية)
- هانا هوراكوفا على موقع اللجنة الأولمبية الدولية (الإنجليزية)
- هانا هوراكوفا على موقع أوليمبيديا (الإنجليزية)
- هانا هوراكوفا على موقع اللجنة الأولمبية التشيكية (التشيكية)